# 한강 정구 신도비
한강 정구 신도비(寒岡 鄭逑 神道碑)는 대한민국 경상북도 성주군 수륜면, 회연서원에 있는 조선시대의 신도비이다. 2009년 7월 6일 경상북도의 유형문화재 제412호로 지정되었다.

## 개요
이 비는 한훤당(寒暄堂) 김굉필(金宏弼)의 외증손으로 조선 성리학사에서 확고한 위상을 차지하고 있는 한강(寒岡) 정구(鄭逑, 1543~1620)의 신도비(神道碑)이다. 비석은 인조 11년(1633)에 수륜면 수성리 갓말마을 뒷산인 창평산 묘소 부근에 세워졌다가 한강 정구의 묘소를 성주읍 금산리 인현산으로 이장하게 되면서, 현종 3년(1668)에 현재의 위치인 회연서원(유형문화재 제51호) 경내로 옮겨 세워졌다.
신도비는 비신(碑身), 이수(螭首), 귀부(龜趺)가 완전하게 잘 남아 있다. 이수에는 쌍룡문(雙龍紋)과 여의두문(如意頭紋)이 깊이 새겨져 있고, 귀부는 귀갑문(龜甲紋)이 양각으로 얕게 새겨져있다. 신도비의 전체 높이는 390cm이며, 비신의 높이 230cm, 정면 폭은 106cm, 두께는 29.5cm이다. 비신의 전면 상단에 전서(篆書)로 “문목공한강정선생신도비명(文穆公寒岡鄭先生神道碑銘)”이라 새겼는데, 글자의 크기는 가로 6cm, 세로 9cm이다. 비신의 4면에 걸쳐 가로 2cm, 세로 2.2cm 크기의 글자로 비문이 새겨져 있다. 비문은 상촌(象村) 신흠(申欽)이 지었고, 글씨는 김세렴(金世濂)이 썼다.
한강 정구 신도비는 조성연대가 오래되어 문화재적 가치가 높을 뿐만 아니라 동방 5현의 한 사람인 외증조 한훤당(寒暄堂) 김굉필(金宏弼)의 도학을 전수하고, 그 기반 위에 퇴계학과 남명학을 통합하여 새로운 학통을 세워 실학의 연원을 확립하였으며, 학문의 연구대상을 온 우주의 공간으로 삼고 의학, 역사, 천문, 풍수지리, 예학 등 여러 학문에 통달한 대학자였던 한강 정구의 역사적 위상을 보여주는 문화유산이라 할 수 있다.

## 같이 보기
- 회연서원

## 참고 문헌
- 한강 정구 신도비 - 국가유산청 국가유산포털